# Veniano
Veniano (lombardul: Venian) település Olaszországban, Lombardia régióban, Como megyében. Lakosainak száma 3071 fő (2023. január 1.). Veniano Appiano Gentile, Guanzate, Lurago Marinone és Fenegrò községekkel határos.

## Népesség
A település lakossága az elmúlt években az alábbi módon változott:
| Lakosok száma | 3001 | 3041 | 3071 |
|               | 2017 | 2018 | 2023 |